# Jimmy Wardhaugh
Jimmy Wardhaugh, właśc. James Alexander Douglas Wardhaugh (ur. 21 marca 1929 w Berwick-upon-Tweed, zm. 2 stycznia 1978 w Edynburgu) – szkocki piłkarz występujący na pozycji napastnika.
W barwach Heart of Midlothian i Dunfermline Athletic rozegrał łącznie 314 spotkań i zdobył 210 bramek w Scottish Division One. W sezonach 1953/1954, 1955/1956 oraz 1957/1958 został królem strzelców tych rozgrywek, odpowiednio z 27, 28 i 28 bramkami. Z zespołem Hearts zdobył mistrzostwo Szkocji (1958) oraz Puchar Szkocji (1956). W rozgrywkach Pucharu Szkocji triumfował również z Dunfermline (1961).
W reprezentacji Szkocji zadebiutował 8 grudnia 1954 w przegranym 2:4 towarzyskim meczu z Węgrami. W drużynie narodowej zagrał dwa razy.